# Ваља Преснеј (Калараш)
Ваља Преснеј (рум. Valea Presnei) насеље је у Румунији у округу Калараш у општини Гурбанешти. Oпштина се налази на надморској висини од 49 m.

## Становништво
Према подацима из 2002. године у насељу је живело 322 становника, од којих су сви румунске националности.